# Tarachodes bicornis
Tarachodes bicornis är en bönsyrseart som beskrevs av Giglio-tos 1911. Tarachodes bicornis ingår i släktet Tarachodes och familjen Tarachodidae. Inga underarter finns listade i Catalogue of Life.